# Hydriomena potosiata
Hydriomena potosiata là một loài bướm đêm trong họ Geometridae.